# Seeschaarwald

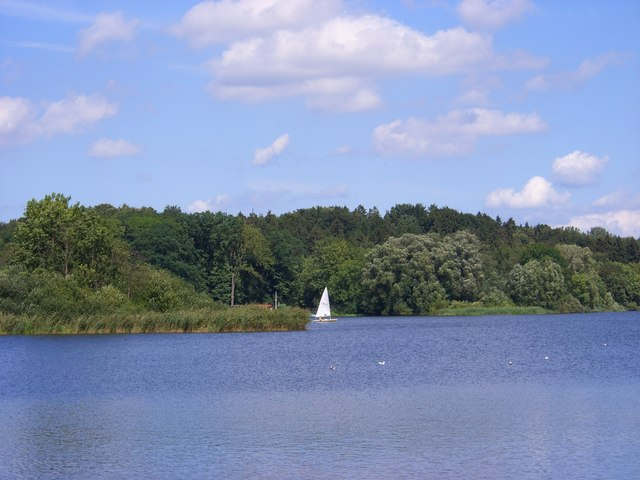
Blick auf den Seeschaarwald von der Eutiner Stadtbucht des Großen Eutiner Sees aus

Der Seeschaarwald ist ein Erholungswald in der Gemeinde Eutin im Kreis Ostholstein. Er ist rund 52,6 ha groß und liegt nördlich des Großen Eutiner Sees. Vom Stadtzentrum aus ist er über die Bebensundbrücke erreichbar. Der westliche Teil grenzt an Fissau, der östliche Teil an Sibbersdorf, nördlich wird er von der Straße zwischen Fissau und Sandfeldkrug abgegrenzt. Am östlichen Teil des Sees findet man ebenfalls die reetgedeckten Häuser der sogenannten "Schäferei", die für den misslungenen Versuch zur Schafzucht auf den dort sandigen Böden errichtet wurden und heute als Wohnraum genutzt werden.

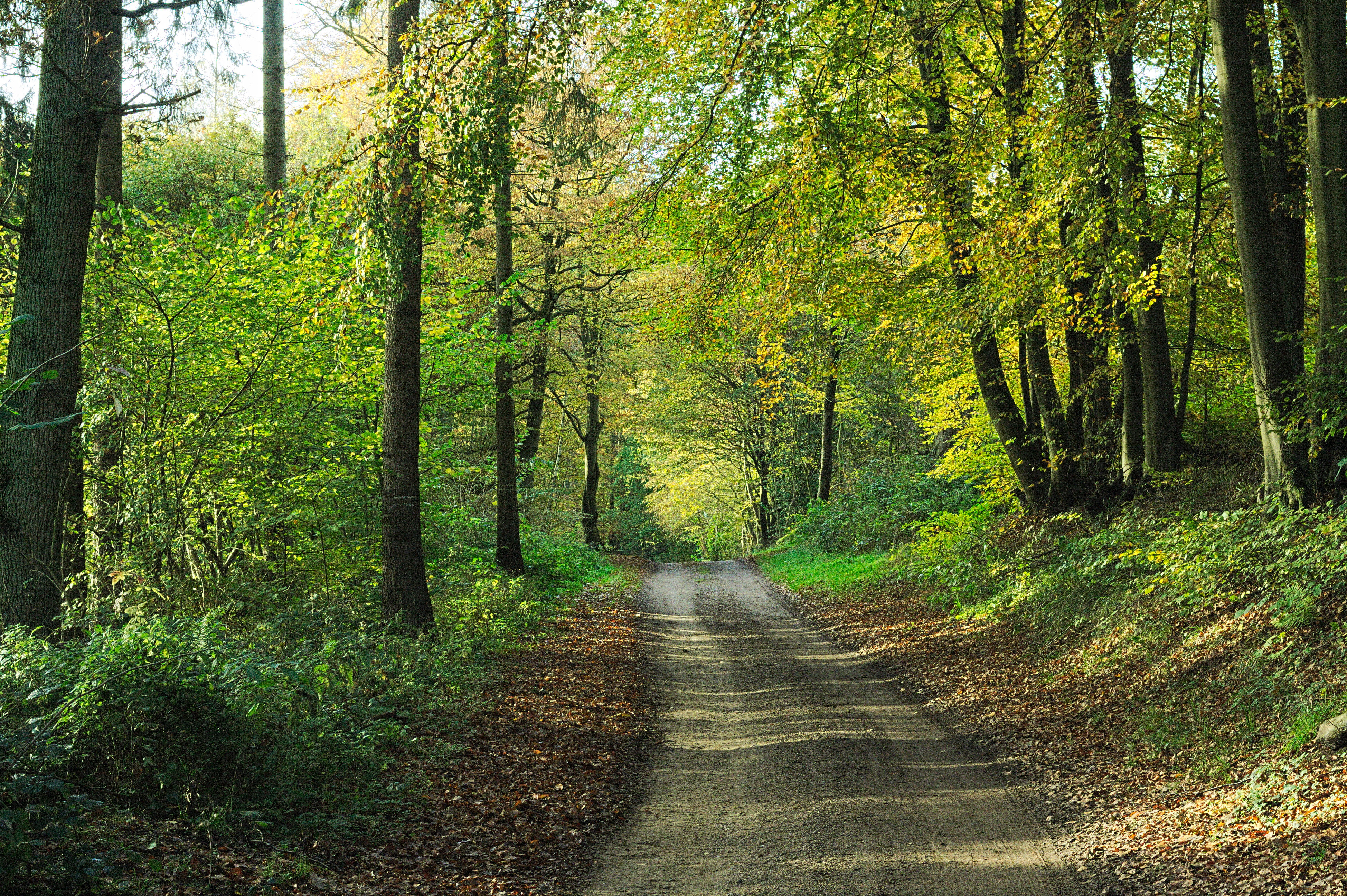
Der Wald verfügt über ein erschlossenes Wegesystem

## Geschichte
- Gegen Ende des Zweiten Weltkrieges stellte der Seescharwald ein kurzzeitiges Versteck für flüchtige Nationalsozialisten dar.
- Am 16. Oktober 1973 wurde der Seeschaarwald per Landesverordnung zum Erholungswald erklärt.

- Heutzutage ist der Wald ein beliebter Naherholungsort für die Bürger der Gemeinde Eutin sowie ein Ausflugsziel für Touristen.